# Я сумасшедший (рассказ)
«Я сумасшедший» — короткий рассказ, написанный Дж. Д. Сэлинджером для выпуска журнала Collier’s от 22 декабря 1945 года. Несмотря на скрытую меланхолию рассказа, журнал описал его как «трогательную историю ребёнка, чья единственная ошибка заключалась в том, что он понимал людей настолько хорошо, что большинство из них были сбиты с толку им, и только очень немногие смогли в него поверить.»
«Джером Дэвид Сэлинджер провел на войне в общей сложности 299 дней. Все эти дни он претерпевал умственную, духовную и физическую атаку, быть может, поэтому и все его дальнейшее творчество так или иначе повествует о хрупкости мира. Первый день после выписки из больницы ознаменовался новым рассказом, название которого говорит само за себя.»- написал русский писатель Афанасий Мамедов.
История рассказана от лица Холдена Колфилда. Позднее Сэлинджер переписал этот рассказ, чтобы включить его в свой классический роман «Над пропастью во ржи».

## Синопсис
Холден Колфилд был исключен из школы-пансионата. Он наблюдает за баскетбольным матчем с соседнего холма и прощается со школой. Затем он идет к своему пожилому учителю истории мистеру Спенсеру, который раздосадован его академической неуспеваемостью и читает ему нотации. Холден рассказывает о том, как встретил в поезде мать своего «паршивого» сокурсника. Он солгал ей о том, каким замечательным был её сын, потому что подумал, что её это утешит. Холден признается мистеру Спенсеру, что сожалеет о своем исключении, в основном потому, что не успел опробовать лыжные ботинки, которые недавно получил от матери. Хотя ботинки были не такими, какие он хотел, ему было грустно думать о маме, которая наверняка потратила много времени на покупку подарка для сына.
Несмотря на симпатию к мистеру Спенсеру, Холден понимает, что не получает от него ни сочувствия, ни понимания, поэтому внезапно прощается и уходит. На ночном поезде он прибывает в Нью-Йорк и прокрадывается в квартиру своей семьи. Он разговаривает со своими младшими сестрами Фиби и Виолой. Даже Фиби упрекает его за неуспеваемость в учёбе. Холден, наконец, признается своим родителям в том, что снова отчислен. Он приходит к выводу, что его не отправят обратно в школу, и теперь его ожидает неприятная работа в офисе.